# Ящурка сітчаста
Я́щурка сі́тчаста (Eremias grammica) — дрібний плазун роду ящурок з родини ящіркових.

## Опис
Довжина тіла сягає 9 см, хвіст у 1,5 рази довший. Колір шкіри спини сірий з буруватим або блідо-зеленуватим відтінком. Спину, шию, верхню сторону основи хвоста й лап вкриває чорно-сірий або темно-коричневий сітчастий малюнок, часто з окремими чорними цятками. Черево молочно-білого забарвлення з жовтуватим відтінком. На хвості зверху чорні поперечні смуги. Підочний щиток не торкається краю рота. Лобовий щиток з добре вираженим поздовжнім жолобком. Спинна луска з тупими реберцями. Навколо середини тулуба 47-69 лусок. Луска хвоста чітко ребриста. Навколо 9-10 хвостового кільця 30-50 лусок. Стегнових пір 13-23. Пальці лап мають з боків довгі трикутні луски, які утворюють гребінці.

## Спосіб життя
Мешкає у піщаних пустелях з розрідженої трав'янистою і чагарниковою рослинністю. Ховаються у норах пустельних гризунів, риє власні нори завдовжки до 1 м та глибиною до 70 см. Здатні швидко зариватися у пісок і пересуватися в його товщі на відстані до 2-3 м. Харчуються дрібними безхребетними, молодими ящірками багатьох інших видів, а також плодами і листям рослин. У пошуках здобичі здатні пробігати за добу відстань у 1-2 км, обстежуючи при цьому площу до 6 тис. м². На півночі ареалу активна з початку квітня до середини жовтня. У південних районах його зимівля триває не більше 3 місяців — з грудня по лютий, у цей період при наявності теплої погоди часом може виходити з зимувальних притулків для обігріву під сонцем.
Це яйцекладна ящірка. Парування відбувається в березні — на початку квітня. Буває 2—3 кладки до 10 яєць. Молоді ящурки довжиною тіла 2,6-4 см з'являються з середини липня.

## Поширення
Мешкає в Туркменістані, Узбекистані, Таджикистані, Казахстані, на північному сході Ірану, півночі Афганістану й у Північно-Західному Китаї.